# Krombacher Brauerei
Krombacher Brauerei er et tysk bryggeri fra Kreuztal, Nordrhein-Westfalen. Krombacher er blandt de bedst sælgende øl i Tyskland.
Bryggeriet blev etableret 4. februar 1803 af Johannes Haas i Krombach.